# Nagroda Bellmana
Nagroda Bellmana – szwedzka nagroda literacka, przyznawana co roku przez Akademię Szwedzką. Została ufundowana w 1920 roku przez malarza Andersa Zorna i jego żonę Emmę i przyznawana jest "dla upamiętnienia naprawdę wybitnego szwedzkiego skalda" (szw. ”för att hedra en verkligt framstående svensk skald”).
Zgodnie z testamentem fundatorów, pierwszą nagrodę przyznano Erikowi Axelowi Karlfeldtowi, a otrzymywał ją dożywotnio, w latach 1920-1931. Również kolejny laureat, Albert Engström, otrzymywał ją przez kilka lat (1932-1940).
Kwota nagrody wynosi obecnie 250 000 szwedzkich koron i pochodzi z zapisu testamentowego Andersa i Emmy Zornów.

## Laureaci
- 1920–31 – Erik Axel Karlfeldt
- 1932–42 – Albert Engström(inne języki)
- 1943 – Bo Bergman
- 1944 – Vilhelm Ekelund
- 1945 – Pär Lagerkvist
- 1946 – Sigfrid Siwertz
- 1947 – Anders Österling
- 1948 – Hjalmar Gullberg(inne języki)
- 1949 – Bertil Malmberg(inne języki)
- 1950 – Evert Taube
- 1951 – Harry Martinson
- 1952 – Erik Blomberg
- 1953 – Gunnar Ekelöf
- 1954 – Johannes Edfelt(inne języki)
- 1955 – Nils Ferlin(inne języki)
- 1956 – Rabbe Enckell(inne języki)
- 1957 – Olof Lagercrantz(inne języki)
- 1958 – Erik Lindegren
- 1959 – Werner Aspenström
- 1960 – Karl Vennberg
- 1961 – Gunnar Ekelöf
- 1962 – Harry Martinson
- 1963 – Elsa Grave(inne języki)
- 1964 – Artur Lundkvist
- 1965 – Sven Alfons(inne języki)
- 1966 – Bo Bergman i Tomas Tranströmer
- 1967 – Gunnar Ekelöf i Östen Sjöstrand(inne języki)
- 1968 – Lars Forssell

- 1969 – Anders Österling
- 1970 – Ebba Lindqvist(inne języki)
- 1971 – Johannes Edfelt(inne języki)
- 1972 – Stig Sjödin(inne języki)
- 1973 – Sandro Key-Åberg(inne języki)
- 1974 – Birger Norman(inne języki)
- 1975 – Petter Bergman
- 1976 – Maria Wine
- 1977 – Karl Ragnar Gierow(inne języki)
- 1978 – Bo Setterlind(inne języki)
- 1979 – Göran Sonnevi
- 1980 – Werner Aspenström
- 1981 – Lars Forssell
- 1982 – Artur Lundkvist
- 1983 – Tobias Berggren(inne języki)
- 1984 – Bengt Emil Johnson(inne języki)
- 1985 – Kjell Espmark
- 1986 – Solveig von Schoultz
- 1987 – Ragnar Thoursie(inne języki)
- 1988 – Lennart Sjögren(inne języki)
- 1989 – Folke Isaksson
- 1990 – Lars Gustafsson
- 1991 – Ingemar Leckius(inne języki)
- 1992 – Gunnar Harding(inne języki)
- 1993 – Anna Rydstedt(inne języki)
- 1994 – Katarina Frostenson
- 1995 – Lars Lundkvist(inne języki)
- 1996 – Lasse Söderberg(inne języki)

- 1997 – Eva Runefelt(inne języki)
- 1998 – Björner Torsson(inne języki)
- 1999 – Bruno K. Öijer(inne języki)
- 2000 – Jesper Svenbro
- 2001 – Olle Adolphson(inne języki)
- 2002 – Kristina Lugn
- 2003 – Tua Forsström
- 2004 – Gunnar D. Hansson(inne języki)
- 2005 – Eva Ström(inne języki)
- 2006 – Stig Larsson
- 2007 – Claes Andersson
- 2008 – Arne Johnsson(inne języki)
- 2009 – Ann Jäderlund(inne języki)
- 2010 – Magnus William-Olsson(inne języki)
- 2011 – Birgitta Lillpers
- 2012 – Lars Norén
- 2013 – Eva-Stina Byggmästar(inne języki)
- 2014 – Ingela Strandberg
- 2015 – Barbro Lindgren
- 2016 – Göran Sonnevi
- 2017 – Lennart Sjögren(inne języki)
- 2018 – Tua Forsström
- 2019 – Gösta Ågren(inne języki)
- 2020 – Eva Runefelt(inne języki)
- 2021 – Åsa Maria Kraft(inne języki)
- 2022 – Jenny Tunedal(inne języki)[2]